# Всюду жизнь
«Всюду жизнь» — картина Николая Александровича Ярошенко, написанная в 1888 году.

## История создания картины
В 1888 году на 16-й выставке передвижников была представлена самая известная и, пожалуй, самая скандальная картина Николая Александровича Ярошенко «Всюду жизнь». Художника упрекали в «идеализации» («мадонна») и более всего в тенденциозности (злословя, называли картину — «Всюду тенденция»). Для недругов Ярошенко и передвижничества «Всюду жизнь» стояла в одном ряду с такими работами художника как «Заключённый», «Студент», «Курсистка».

## Написание картины по «Толстовскому движению»
О влиянии на художника толстовского учения заговорили лет через двадцать после того, как картина была написана; самого художника уже не было в живых. В главе о Ярошенко, написанной для книги «Московская городская галерея П. и С. Третьяковых» (М., 1909), Сергей Глаголь, касаясь картины «Всюду жизнь», отметил: «Ярошенко был в это время под сильным впечатлением идей Л. Н. Толстого, очень увлекался мыслью о том, что любовь есть основа жизни и что жизнь всегда там, где есть любовь. Он даже намеревался дать картине название „Где любовь, там и бог“».

## Восприятие публики
В книге «Памятные встречи» Ал. Алтаев (псевдоним писательницы М. В. Ямщиковой) рассказывает, как приняли картину «Всюду жизнь» первые зрители:
Первая встреча была пышная, многолюдная, полная горячих слов и восхищений.

— Такое сочетание, сколько продуманности: ребёнок и женщина… и этот человек, отмеченный позором…

— «Всюду жизнь» — ведь это символ…

— Заметьте: женщина в своей невыносимой скорби находит великое чувство любви к божьей пташке… «где любовь там и бог»…

— Ну, запахло «толстовщиной»!

В толпе сдержанный смешок.

— Гораздо глубже надо подойти, психологичнее… Здесь выражение социальной психологии понимаете…

Суть воспроизведённого А. Алтаевым диалога в том, что «ярошенковская публика», зная своего художника, встречает насмешкой предположение, будто он мог свести смысл картины к формуле «Где любовь, там и бог»: в картине Ярошенко надо искать «социальную психологию», к ним с точки зрения «ярошенковской публики» «глубже надо подойти». Рассказ Толстой написал за 3 года до появления картины Ярошенко. Он хотел проиллюстрировать стих Евангелия о том, что делающий добро людям делает добро богу. Нет оснований видеть в картине иллюстрацию к рассказу или — ещё невероятнее — к учению. Тенденциозность картин Ярошенко — следствие его убежденности в том, что он пишет, а не желание написать нечто, подтверждающее его убеждения. В споре с Чертковым, настойчивым проповедником толстовского учения, Ярошенко отрицает рациональную иллюстративную направленность искусства, превращение его в средство проповеди определенных идей. «Художник, помогающий Вам видеть и понимать красоту, увеличивающий таким образом количество радостей жизни и поводов её любить, а следовательно, и сил бодро и энергично в ней участвовать, — исполняет ли основную задачу искусства или нет?» — спрашивает Ярошенко. И отвечает: «Ограничивая задачу искусства одною моралью и педагогической стороной, Вы ответите отрицательно и будете не правы, потому что задачи и содержание произведений искусства могут и должны быть так же разнообразны, как сама жизнь…». Слова Ярошенко в известной мере противоречат теоретическим установкам Толстого, требованиям, предъявляемым им к искусству, но в полной мере соответствует его художественной практике.

## Сюжет
Тема социальных противоречий. Арестантский вагон. Зарешеченное окно. Через него кормят вольных голубей этапируемые: вдова (в чёрном платке) с ребёнком лет пяти, крестьянин (с окладистой бородой и усами), интеллигент (с клиновидной бородкой и усиками) и заключённый-украинец (с казацким чубом и висячими усами). Перед нами мастерская типизация, умение художника через отдельные образы и сюжеты представлять целые сословия. Несправедливо угнетаемый верхами бедный народ. Несправедливость и в том, что не могут люди с такими благообразными лицами быть преступниками. Скорее преступен суд и строй, их осудившие. А нравственная красота — за ними. И потому не нужна иная красота: цвета, света, линий. Вагон грязно-зелёный, с облезшей краской. Внутри вагона темень. Деревянная платформа серая. Небо блёклое. Голуби тоже не блестят.
Некоторые критики упрекали Ярошенко в идеализации изображённых лиц. Другие, наоборот, находили эти лица «зверообразными», «звероподобными». Но в том и удача картины, что Ярошенко нашёл «золотое сечение»: лица жизненны, простонародны, красивы; красота лиц не в их чертах, а в чувствах, на них проявившихся. Идя от эскиза к картине, Ярошенко уходил от черт «преступности» в изображённых лицах. Не умильная улыбка, вдруг озарившая лицо злодея, волновала воображение художника, а добрые, обыкновенные лица обыкновенных добрых людей, волею судьбы оказавшихся по ту сторону решётки. Обитатели арестантского вагона ничем кроме одежды и выстриженных наполовину голов не отличаются от тех, кто смотрит на них, стоя перед холстом. Радость, доброта, умиление при виде ребёнка, кормящего птиц, — не исключительное, а обычное их душевное движение. Ярошенко ничем не обмолвился, что люди, пересылаемые в тюремном вагоне, не совершили никаких преступлений, что в юридическом смысле невиновны; но зритель чувствует невиновность этих людей. 
То, что иным показалось идеализацией образов, было уточнением замысла. Символы Ярошенко — не дешёвые аллегории, не бутафория, придуманная ради ловкого выражения некой ординарной мысли, они — обобщённая реальность, реальность, поднятая до символа. Символы поднимали картину над уровнем жанровой сцены, но уничтожали впечатления, что картина изображает сцену из реальной жизни. За решёткой тюремного вагона Ярошенко собрал людей всех возрастов и сословий: крестьянин, солдат, рабочий, женщина с ребёнком, и в глубине вагона, у противоположного окна, спиной к зрителям, — политический (художник написал его в позе своего же «Заключённого», и тем подсказал зрителям — кто это). 
Критик Божидаров толковал «архипередвижницкую» картину «Всюду жизнь»: «Вне этого вагона нет никого, ни души, „все“ там, за решёткой. Вся жизнь наша — тюрьма». За решёткой простые, сильные люди с добрыми лицами, они радуются свободным птицам и невольно завидуют им.
Однако, необходимо  ясно, точно, однозначно понимать, что в сюжете картины показана невозможная практическая ситуация. Дело в том, что ( это принято во всех  исправительно-тюремных системах мира), в Российской империи было прямо строжайше запрещено. Мужчины ( независимо от возраста) не перевозятся в одном вагоне, не идут по этапу с женщинами ( тем более женщина с ребёнком). С женщинами  и только в одном этапе мог быть направлен осужденный мужчина, который нуждался в специализированном уходе (слепой, глубокой инвалид), и тогда женщины выполняли бы функцию только социального призрения, но такой осужденный ехал бы в отдельном вагоне, или отдельном отгороженном месте, на отдельной телеге, кибитке. Не могут содержаться вместе в одном помещении мужчины и женщины. Даже нацисты при перегоне заключенных концентрационных лагерей этого не делали. Художественная сентенция автора, а невозможность этого в реальности, только усиливает библейский контекст смысла картины. 